# Encyclia bohnkiana
Encyclia bohnkiana är en orkidéart som beskrevs av Vitorino Paiva Castro och Marcos Antonio Campacci. Encyclia bohnkiana ingår i släktet Encyclia och familjen orkidéer. Inga underarter finns listade i Catalogue of Life.